# Párduc (heraldika)

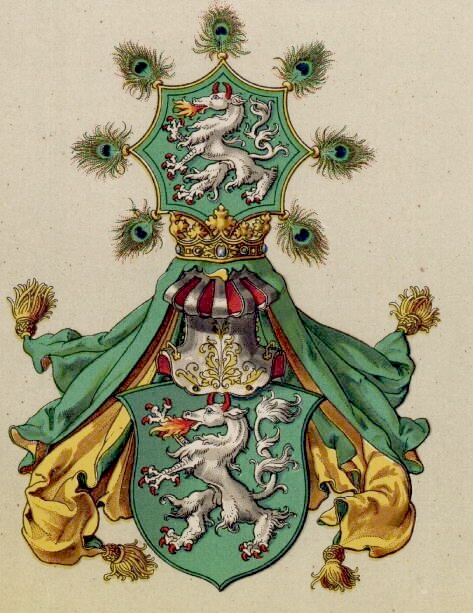
Párduc Stájerország címerében

A párduc [fr: panthère, en: panther] a címertanban négylábú képzeletbeli lény, előképének a hiúzt és a hópárducot [en: ounce]  tartják. Általában füstölgő helyzetben ábrázolják, azaz szájából és füleiből (néha a szemeiből is) lángnyelvek törnek elő.